# Homalothecium aureum
Homalothecium aureum är en bladmossart som beskrevs av H. Robinson 1962 [1963. Homalothecium aureum ingår i släktet lockmossor, och familjen Brachytheciaceae. Inga underarter finns listade i Catalogue of Life.